# Michael Creagh
Michael Creagh (* 1973 oder 1974 in Belfast) ist ein irischer Filmemacher.

## Leben
Creagh studierte bis 1996 am Belfast College der University of Ulster Design, Visuelle Kommunikation und Grafikdesign. Anschließend war er in Dublin bei verschiedenen Werbefirmen tätig und realisierte unter anderem Werbefilme für Tesco und John West Foods. Im Frühjahr 2009 drehte er innerhalb von drei Tagen in seinem Wohnort Skerries in Fingal sein Spielfilm-Debüt The Crush, in dem er seinen Sohn in der Hauptrolle besetzte. Den Film finanzierte er mit Unterstützung seines Vaters und eines Bankkredits selbst. The Crush gewann 2010 einen Preis auf dem Tribeca Film Festival und wurde 2011 für einen Oscar in der Kategorie Bester animierter Kurzfilm nominiert.
Creagh gründete 2010 seine eigene Werbefirma Purdy Pictures. Er arbeitet als selbstständiger Werbefilmer und Regisseur in Skerries.

## Filmografie
- 2010: The Crush (Kurzfilm)
- 2012: Titanic: A Legend Born in Belfast (Dokumentarfilm)
- 2018: Ruby (Kurzfilm)

## Auszeichnungen
- 2010: Best Narrative Short – Special Jury Mention, Tribeca Film Festival, für The Crush
- 2010: Best Irish Short, Foyle Film Festival, Derry, für The Crush
- 2011: Oscarnominierung, Bester animierter Kurzfilm, für The Crush